# Great Eastern Hotel de Kolkata
Le Great Eastern Hotel (en français Grand Hôtel oriental) est un hôtel de style colonial britannique de la ville de Calcutta en Inde. De haut standing lorsque construit en 1841, alors que Calcutta était le quartier général de la Compagnie des Indes orientales, il hébergea un nombre important de personnalités de passage dans la capitale de l’empire des Indes britanniques. En déclin après l’indépendance de l'Inde (1947) et surtout durant les années de gouvernement marxiste au Bengale Occidental il fut repris par le groupe Lalit et rouvert en novembre 2013 sous le nom de The Lalit Great Eastern Hotel.  Le bâtiment est classé au patrimoine immobilier de l’Inde.

## Histoire
Fondée en 1690, la ville de Calcutta était en pleine expansion car devenue le siège de la Compagnie des Indes orientales. Au XIXe siècle elle est déjà la ville la plus importante de l'Inde. Un premier hôtel y est ouvert en 1830; c’est le ‘John Spence’s hotel’, aujourd’hui disparu. En 1840 ou 1841 David Wilson ouvre le second hôtel, l’Auckland Hôtel’, là même où se trouvait sa boulangerie. 

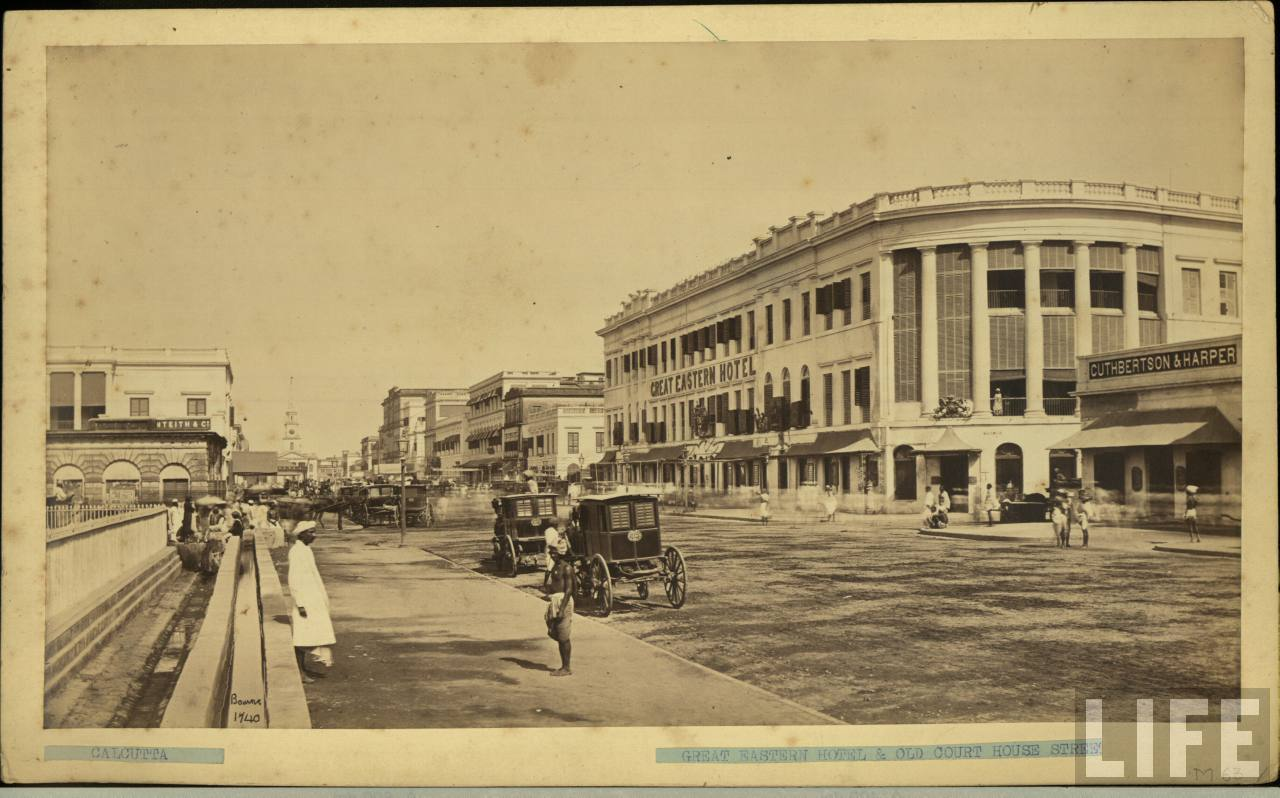
Le 'Great Eastern Hotel' en 1865

Le bâtiment comprenait une centaine de chambres avec grand magasin au rez-de-chaussée. L’Auckland’ est agrandi en 1860 et la compagnie commerciale le gérant (’David Wilson and Co.’) est rebaptisée ‘Great Eastern Hotel Wine and General Purveying Co’. En 1883 l’électricité y est installée, probablement le premier hôtel en Inde à être ainsi équipé. 
L’'Auckland’ devient le ‘Great Eastern Hotel’ en 1915. Il est alors un lieu de rencontre de la haute société de l’empire britannique des Indes et d’hébergement de personnalités de passage à Calcutta, parmi lesquelles Mark Twain, Rudyard Kipling et, au XXe siècle, Nicolas Boulganine, Nikita Khrouchtchev et la reine Élisabeth II, sans parler de célébrités du monde des arts et des sports. À son apogée il est appelé ‘bijou de l’Orient’ ou encore le ’Meilleur Hôtel à l’est de Suez’ (Mark Twain).  
Après l’indépendance de l'Inde (1947) l’hôtel entre dans une période de déclin. La capitale du pays a été déplacée à Delhi et les communautés anglo-indienne et européenne de Calcutta sont en constante diminution. Lorsque l’existence même de l’hôtel est menacée, sous le gouvernement marxiste du Bengale occidental, celui-ci tente de le sauver en le rachetant (dans les années 1970). Mais sa gestion n’en est pas améliorée et son déclin continue. 

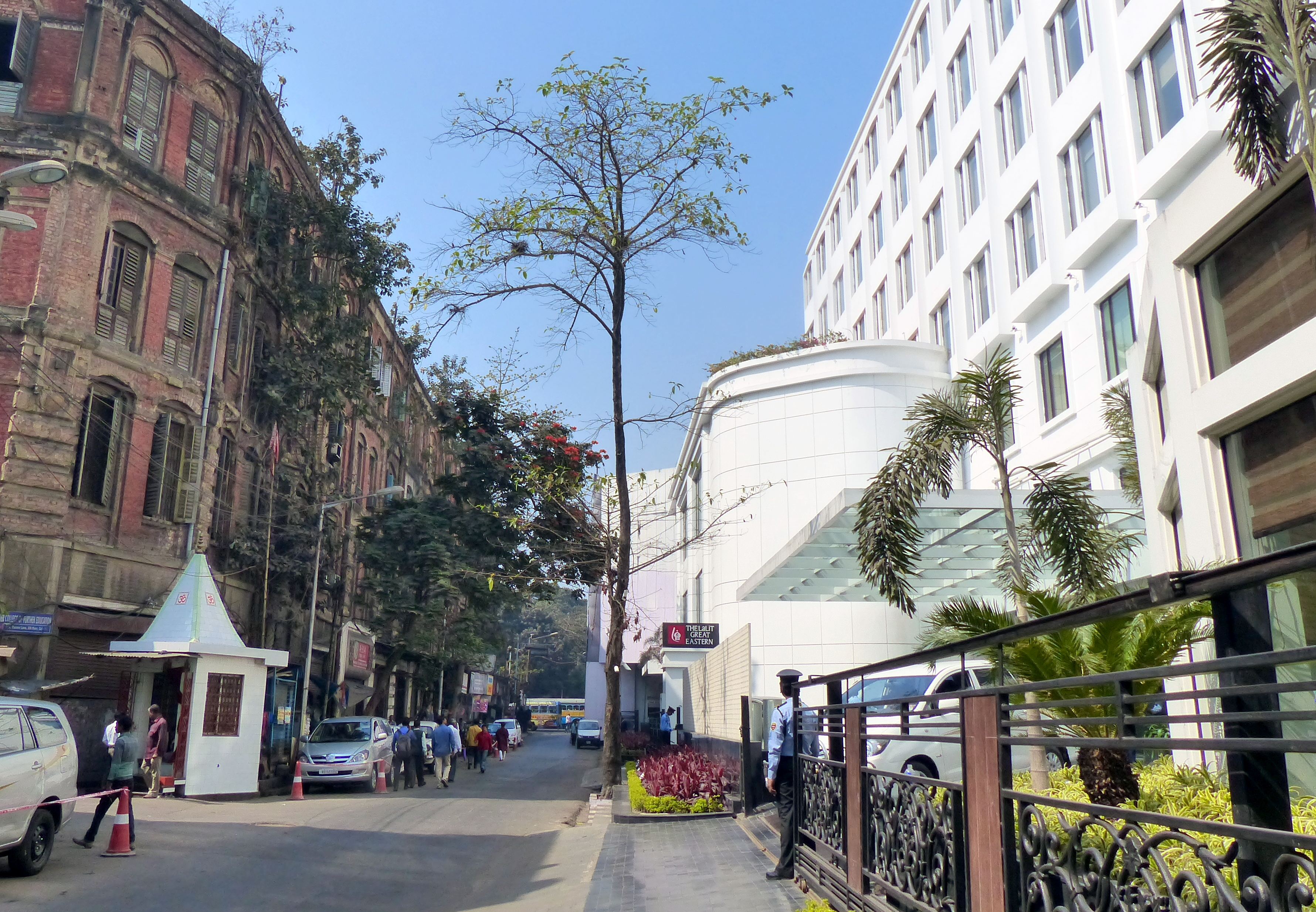
L'entrée se fait par une rue latérale: la 'Waterloo Street'

Vendu en 2005 au groupe privé ‘The Lalit Hotels, Palaces and Resorts’ il est entièrement rénové et ouvre à nouveau ses portes en novembre 2013.

## Aujourd’hui
Sis au 1, 2 et 3, Old Court House Street, Dalhousie Square, Kolkata, West Bengal 700069, l’hôtel compte 195 chambres. L'entrée se faitpar la 'Waterloo Street'. Il garde la particularité d’origine d’avoir sa propre boulangerie et pâtisserie. Le bâtiment est classé au patrimoine culturel de l’Inde (’Heritage building’)